# Hello Bitches
«Hello Bitches» es una canción interpretada por la cantante y rapera surcoreana CL, lanzada el 22 de noviembre de 2015 por los sellos discográficos School Boy y YG Entertainment.

## Publicación y promoción
El 21 de noviembre de 2015, CL estrenó el sencillo en la plataforma de distribución SoundCloud, mientras que al día siguiente los sellos discográficos School Boy y YG Entertainment lo publicaron mundialmente en iTunes. En Corea del Sur, estuvo disponible el 5 de diciembre a través de KT Music. Parris Goebel dirigió, produjo y coreografió el vídeo de «Hello Bitches», que muestra a CL y sus bailarinas realizando diversos bailes. El 1 de diciembre, la cantante interpretó un popurrí entre «The Baddest Female», «Hello Bitches», «Fire» y «I Am the Best» en los Mnet Asian Music Awards 2015. Once días después presentó el tema junto a «Doctor Pepper» y «MTBD (Mental Breakdown)» en la décima segunda edición del Mad Decent Block Party de Hong Kong.

## Historial de lanzamientos
| País          | Fecha                   | Formato          | Ref.  |
| ------------- | ----------------------- | ---------------- | ----- |
|               | 22 de noviembre de 2015 | Descarga digital | [ 1 ] |
| Corea del Sur | 5 de diciembre de 2015  | Descarga digital | [ 3 ] |